# 연합신속대응군단
연합신속대응군단(Allied Rapid Reactions Corps; ARRC)는 30일내에 작전 지역에 드넓게 전개하는 북대서양 조약 기구의 고강도 분쟁 전문군 본부이다. 표어는 "행운의 여신은 용기있는 자를 총애하나니(라틴어: Audentis fortuna iuvat)".

## 역사
영국 제1군단을 기반으로 1992년 10월 2일 빌레펠트에서 설립되었다. 첫 번째 군단 사령관은 제레미 맥켄지 경이었다. 유럽 연합군 사령부(ACE)의 지휘 아래에서 NATO 지역 밖에서 페테스베르크 임무를 수행하는 것이었다.
1994년 독일 노르트라인베스트팔렌주 JHQ 라인다헬름로 본부를 옮겼다. 첫번째 전개는 이듬해 1995년부터 1996년까지 IFOR의 일원으로서 보스니아 헤르체고비나에서 2년간의 평화 유지 작전을 수행하였고, 1999년에는 코소보 전쟁에 참가하였다.
2002년을 기점으로 개편을 맞이하여 다른 5개 군단과 함께 고강도대응부대 지상군 본부(High Readiness Force (Land) HQ)로서 더욱 폭넓은 임무를 수행하게 되었다. 유럽 연합최고사령관(SACEUR)의 예하 작전사령부로 재편성되었다.
2006년 5월 4일 아프가니스탄에 있는 국제안보지원군(ISAF)의 지휘를 맡았고, 2010년 여름에 JHQ 라인다헬름에서 글로스터 외곽의 임진 막사로 본부를 옮겼다. 2011년에 국제안보지원군 합동 지휘 본부를 지원하기 위해 아프가니스탄에 전개했다.

## 구조
| - 지휘관 (영국) - 부지휘관 (이탈리아) - 참모장 (영국) - 공지 작전 설계반 (독일) - 중앙 참모 (덴마크) - 엔지니어링 및 민간 지원 (영국) - 훈련 및 안보군 원조 (영국) - 합동 화력 및 유도(Influence)과 (영국) - 작전 (미국) - 인사 및 군수 (영국) - 지휘 정보 체계 (영국) - 정보 및 보안 (영국) - ARRC 활성화사령부 (독일) | 전투 서열 현재 독일 제1기갑사단 영국 제1(UK)사단 제3(UK)사단 제1(UK)통신여단 - 상설 지휘 통신 지원 이탈리아 제33사단 아퀴 덴마크 덴마크 사단 과거 북부다국적사단 , ? ~ ? 중부다국적사단 , 1994년 4월 1일 ~ 2002년 10월 25일 남부다국적사단 , 1994년 ~ 2002년 미국 제1기갑사단 , ? ~ ? 독일 제7기갑사단 , ? ~ 2006년 6월 30일 터키 제1기계화사단 , ? ~ ? 이탈리아 제3기계화사단 , ? ~ ? |

## 지휘관
| #  | 사진 | 계급 | 성명 (알파벳/한글)                                    | 취임   | 이임   | Ref         |
| -- | ---- | ---- | ----------------------------------------------------- | ------ | ------ | ----------- |
| 1  |      | 중장 | Jeremy Mackenzie (제레미 맥켄지)                      | 1992년 | 1994년 |             |
| 2  |      | 중장 | Michael Walker (마이클 워커)                          | 1994년 | 1997년 |             |
| 3  |      | 중장 | Mike Jackson (마이크 잭슨)                            | 1997년 | 2000년 |             |
| 4  |      | 중장 | Christopher Drewry (크리스토퍼 드위리)                | 2000년 | 2002년 |             |
| 5  |      | 중장 | Richard Dannatt (리처드 단나트)                       | 2002년 | 2005년 |             |
| 6  |      | 중장 | David Richards (데이비트 리처드스)                    | 2005년 | 2007년 |             |
| 7  |      | 중장 | Richard Shirreff (리처드 시이레프)                    | 2007년 | 2011년 |             |
| 8  |      | 중장 | James Bucknall (제임스 버크날)                        | 2011년 | 2013년 |             |
| 9  |      | 중장 | Timothy Evans (시모시 에반스)                         | 2013년 | 2016년 |             |
| 10 |      | 중장 | Tim Radford (시모시 래드포드)                         | 2016년 | 2019년 |             |
| 11 |      | 중장 | Sir Edward Smyth-Osbourne (에드워드 스미스-오스본 경) | 2019년 | 임기중 | [ 2 ] [ 3 ] |

## 같이 보기
- NATO 신속대응군
  - 제1독일-네달란드군단
  - 그리스 NATO 신속전개군단
  - 스페인 NATO 신속전개군단
  - 이탈리아 NATO 신속전개군단
  - 터키 NATO 신속전개군단
  - 유럽 연합 군단

## 참고
1. ↑  “UK personnel to deploy to Afghanistan with HQ Allied Rapid Reaction Corps” (영어). 영국 국방부. 2010년 9월 13일. 2014년 6월 18일에 확인함.
2. ↑  HQARRC (2019년 7월 18일). “Lieutenant General Tim Radford (left) at the handover of command to Lieutenant General Sir Edward Smyth-Osbourne” (트윗).
3. ↑  “Top Brass Picks Up”. The Imjin. 4쪽. 2019년 7월 19일에 확인함.